# Verso Recto
Verso Recto  es un juego de estrategia que se puede jugar de 2 a 4 jugadores.

## Reglas del juego
Equipo
Para jugar se necesita un tablero de Verso Recto y 28 piezas (7 rojas, 7 negras, 7 amarillas y 7 azules). Cada pieza tiene una cara delantera y un reverso (el reverso está marcado por un punto). Todas las piezas se colocan sobre el tablero independientemente del número de jugadores.
El juego
Cada jugador dispone de 7 piezas del mismo color. En cada turno del juego, una pieza se mueve a una de las casillas adyacentes libres que sea simétrica (es decir, en una de las ocho direcciones posibles), cambiando el lado que muestra sobre el tablero.
Objetivo
El primer jugador que coloque todas sus fichas una al lado de la otra, es decir, adyacentes entre sí, gana. Solo hay una condición para ganar: todas las piezas unidas deben mostrar el mismo lado (ya sea el anverso o el reverso).

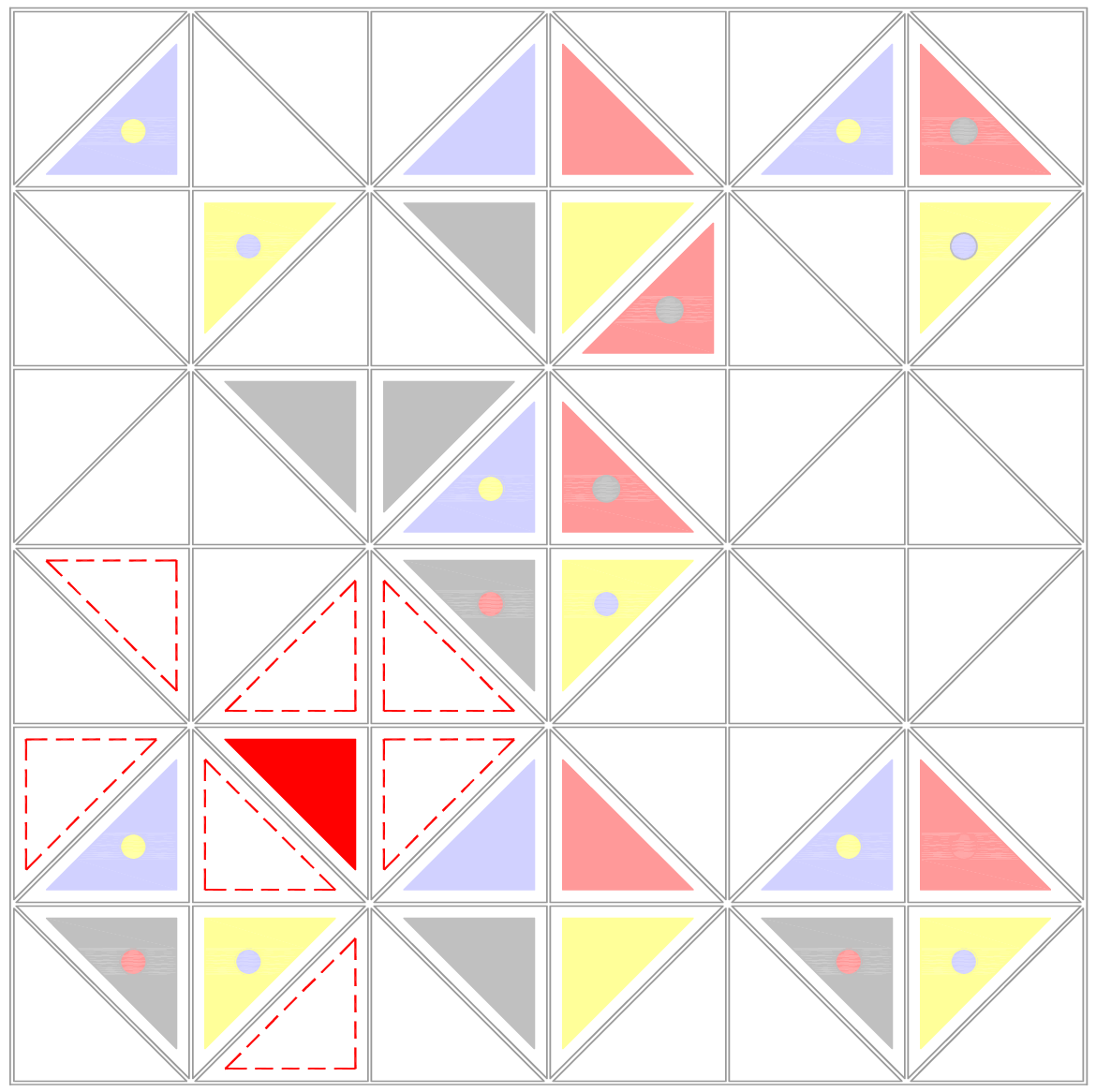
Ejemplo de jugada: el jugador con piezas rojas puede mover su pieza a las siete casillas simétricas marcadas, colocando la pieza mostrando el lado opuesto (en este caso, el reverso, la cara con un punto negro)
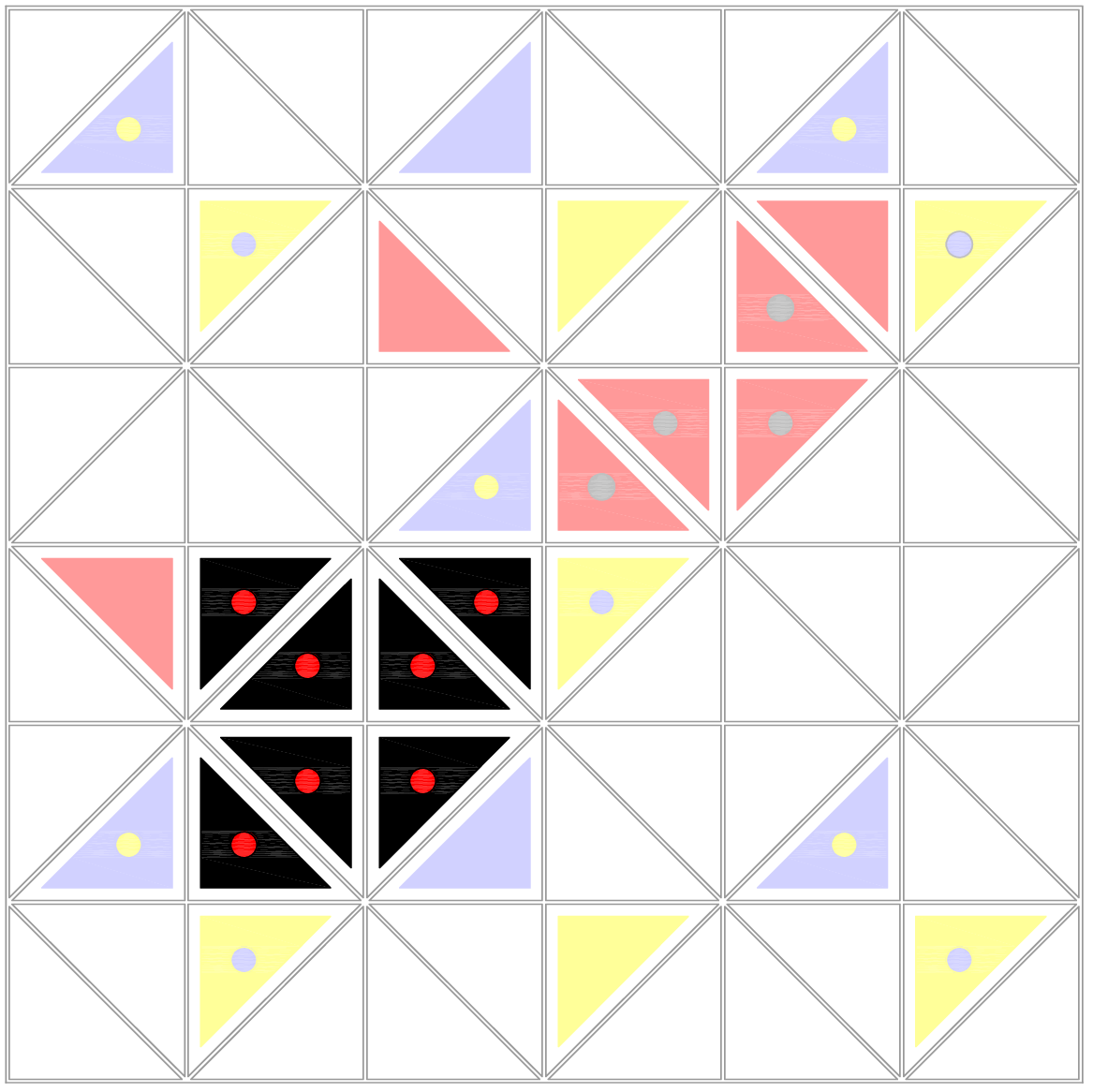
Ejemplo de partida ganada: el jugador con piezas negras gana por colocar primero todas sus piezas adyacentes entre sí, mostrando el mismo lado (el reverso en este caso).

## Premios
El juego Verso Recto ganó la medalla de la AIFF (Asociación de Inventores y Fabricantes Franceses) en el Concours Lépine de 2005

## Autor
El juego fue creado por Twagirumukiza Innocent, alias Tinnoka, artista contemporáneo.